# Daïra de Bethioua
La daïra de Bethioua est une daïra d'Algérie située dans la wilaya d'Oran et dont le chef-lieu est la ville éponyme de Bethioua.

## Localisation.
La daïra de Bethioua est une circonscription administrative située à l'est d'Oran à la limite avec la wilaya de Mostaganem et celle de Mascara.

## Communes de la daïra
La daïra de Bethioua est constituée de trois communes :
- Bethioua
- Aïn el Bia
- Marsat El Hadjadj